# Calle Conde Mirasol (Bilbao)
La  Calle Conde Mirasol (en euskera Mirasol kondearen kalea) es una calle ubicada en el barrio de San Francisco, en el municipio de Bilbao, territorio histórico de Vizcaya.

## Ubicación

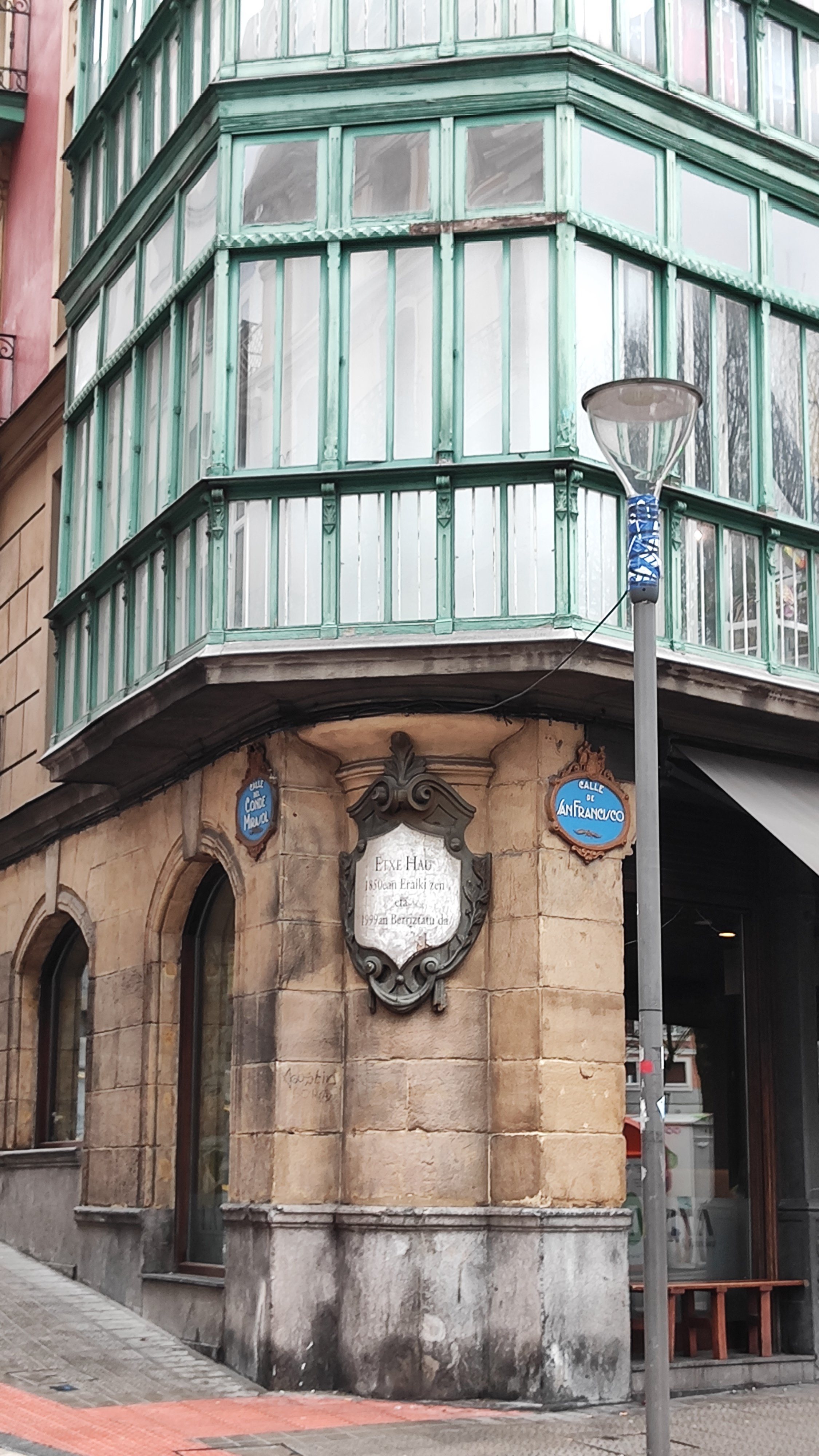
Conde Mirasol n.º 4 esquina calle San Francisco

La calle Conde Mirasol empieza en el muelle de la Merced y termina en la calle Cortes, por decisión del pleno municipal del 1 de octubre de 1890, posteriormente modificada el 4 de octubre de 1933. La  calle pertenece al distrito de Ibaiondo (distrito 5 de Bilbao).

## Contexto geográfico
En los tiempos del arrabal de Allende La Puente esta calle era el camino que unía Urazurrutia, vía Martzana, por un lado y la zona de La Naja por el otro, con el convento de San Francisco. Tras la construcción de los diferentes puentes de San Francisco fue, además, la vía más directa que tenía el vecindario para acceder al mercado de la Ribera,razón por la cual la calle es parte de una segunda fase de urbanización (1879-1886), en la que se presta atención a aquellas calles que comunican la calle San Francisco con la ría del Ibaizabal.

## Historia
El nombre de la calle es un homenaje a Rafael Arístegui y Vélez (Jerez de la Frontera, 15 de enero de 1794 - Madrid, 9 de noviembre de 1863), Conde de Mirasol, quien, en 1835, durante el sitio que sufrió la Villa en la Primera Guerra Carlista, fue nombrado Comandante General y Gobernador de la plaza de Bilbao. Por su buena actuación y los servicios prestados, fue elevado a Mariscal de Campo una vez levantado el bloqueo.

### Los otros nombres de la calle
Al igual que muchas de las calles de la zona del barrio de San Francisco y la vecina Bilbao la Vieja, la urbanización de esta zona, que hasta la anexión por parte de Bilbao perteneció a la Anteiglesia de Abando, sufrió múltiples cambios de nombre, hasta llegar al actual de Conde Mirasol. Al analizar estos cambios hay que diferenciar el tramo desde el muelle de la Merced hasta la calle San Francisco, por una parte y el de allí hasta Cortes por otra:
- En el siglo XVII el tramo entre las que hoy son la calles Martzana y San Francisco era conocido como calzadas de Beatas, aunque también se la denominaba Cuesta de Bilbao la Vieja. Entre el 16 de marzo de 1871 y el 18 de agosto de 1881 fue, oficialmente, el callejón de la Cuesta, cuando pasó a denominarse calle Vista Alegre, nombre que tuvo este mismo tramo hasta el 1 de octubre de 1890 que se la denominó, por fin, Conde Mirasol.[6][7]
- En el año 1933 la calle Conde Mirasol absorbió la calle La Fuente pasando ambas a ser una sola vía, por decisión del pleno del 1 de octubre de 1890, adjudicándose el tramo entre la calle San Francisco y la calle Cortes, tramo que también tuvo anteriormente el nombre de calle de la Amargura.[6][7]

#### Edificio más antiguo del barrio
En esta calle se encuentra el edificio que está considerado como el más antiguo del barrio de San Francisco, del año 1850, que se corresponde con el portal de Conde Mirasol n.º 4.

## Edificio del Centro Municipal

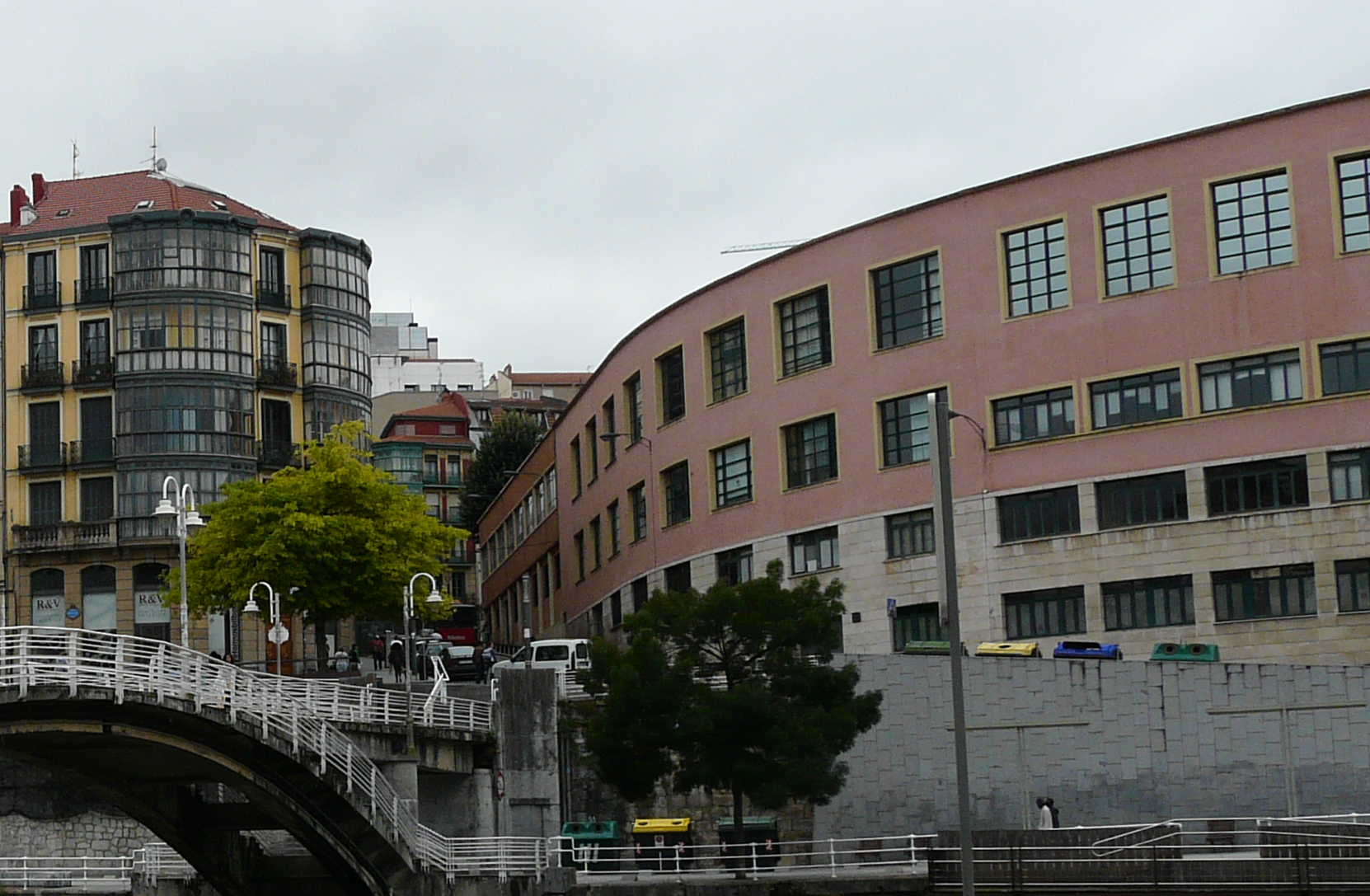
Vista del Centro municipal de distrito

La acera derecha del arranque de la calle corresponde exclusivamente al edificio del Centro municipal de distrito de San Francisco que, aunque la entrada la tiene por la plaza del Corazón de María, es el portal n.º 2 de la calle.
El edificio fue parte del proyecto del Grupo Escolar Modelo Tomás Meabe, que abarcaba toda la plaza del Corazón de María, y cuya primera piedra colocó Niceto Alcalá Zamora, presidente del gobierno en la II República, el 2 de mayo de 1933. El edificio se elevaba dos plantas a nivel de la calle San Francisco, pero en la fachada de Conde Mirasol, y adaptándose al desnivel de la calle, disponía de cuatro plantas más. Comenzada la guerra civil española la obra estaba sin terminar, y durante el franquismo albergó al Cuerpo de Bomberos entre 1939 y 1950, la Inspección Médica Escolar en 1954, el Museo de Reproducciones Artísticas desde 1955 o el cuarto de socorro en 1985. A día de hoy sigue albergando diversos servicios municipales.

## Obras del siglo XXI
Dentro de las obras de urbanización de la calle Martzana se intervino también en el espacio libre de Conde Mirasol situado junto al puente de la Ribera, conformando conjuntamente una pequeña plaza y mirador.

## Servicios

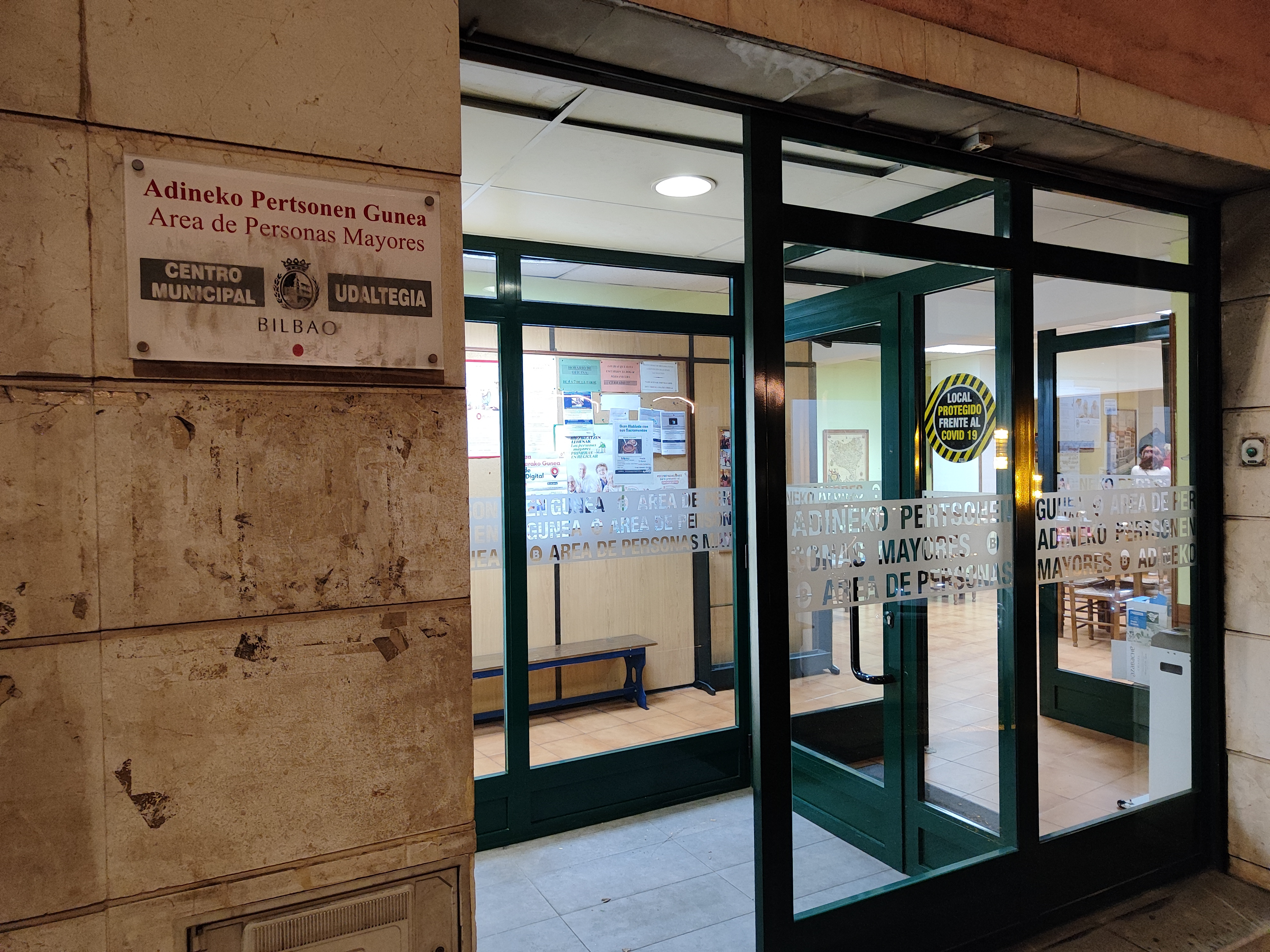
Hogar del jubilado

Servicios municipales alojados en Conde Mirasol 2:
- En el bajo del edificio tiene su local el Hogar de Jubilados y Pensionistas de San Francisco.[12]
- Los Servicios  Sociales Municipales cuentan con una oficina en Conde Mirasol 2, el Servicio Social de Base de San Francisco-La Peña, cuya función es, entre otras, el Informar, valorar  y orientar sobre derechos y recursos sociales existentes.[13]
- El Museo de Reproducciones Artísticas, que se encuentra en la calle San Francisco, tiene situadas aquí sus oficinas administrativas.[14]

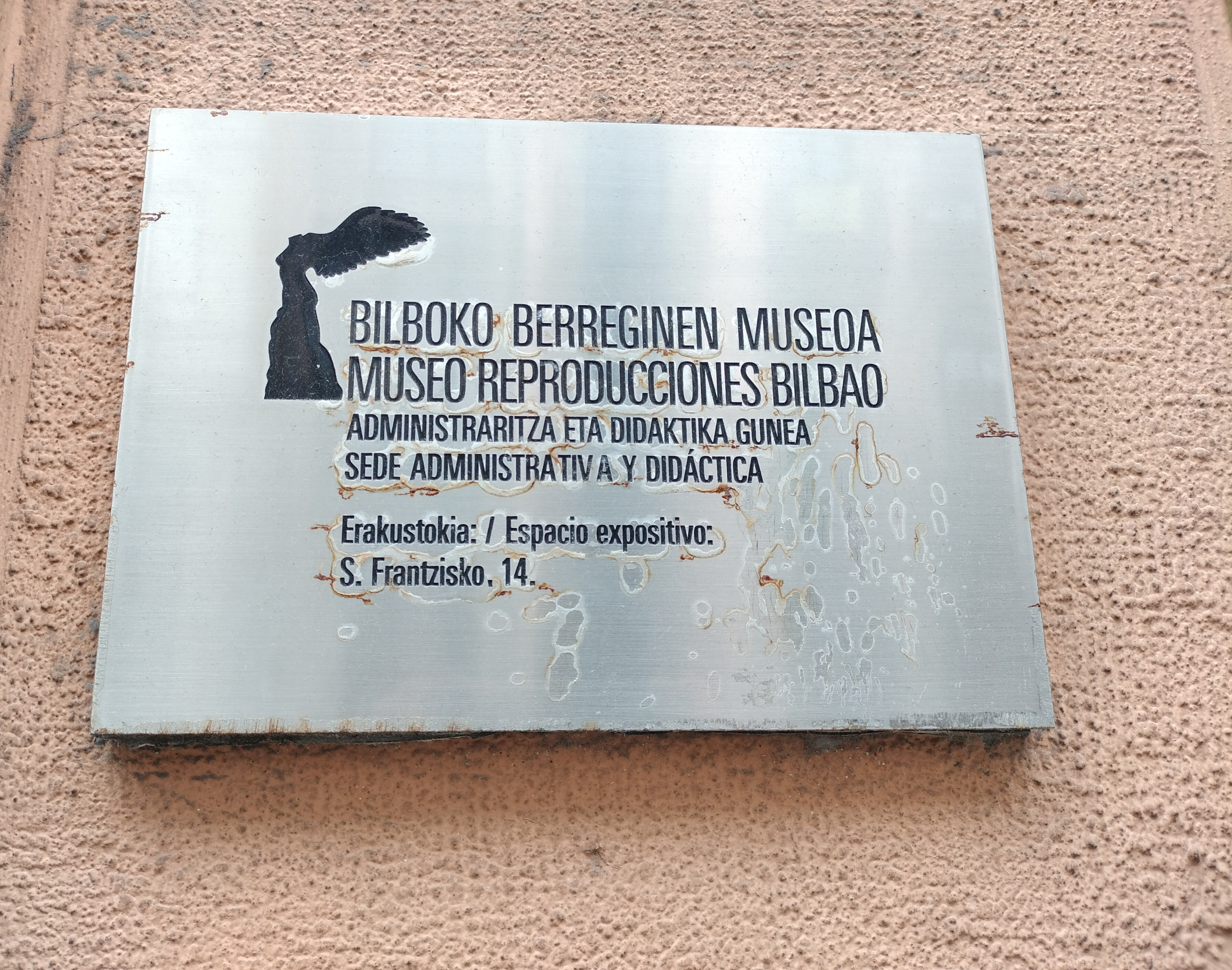
Oficinas del Museo de Reproducciones